# Jan Gudeit
Jan Gudeit (także: Gudeyt, ur. ok. 1803, Warszawa  – zm. 22 czerwca 1864 tamże), farmaceuta warszawski, absolwent Liceum Warszawskiego.
Był synem aptekarza Johanna Gottlieba (Jana Bogumiła), ewangelika,  (ur. ok. 1763 w nieznanym miejscu, zm. ok. 1820 w Warszawie), w latach Księstwa Warszawskiego aptekarza naczelnego  Księstwa i generalnego inspektora służby zdrowia, wolnomularza, który przeszedł na emeryturę w roku 1812.
Po ukończeniu Liceum Warszawskiego i bujnej młodości w gronie tzw. złotej młodzieży warszawskiej Jan studiował farmację na UW pod kierownictwem Jana Bogumiła Freyera. Uprawnienia aptekarskie uzyskał w roku 1830 i od tego roku aż do śmierci prowadził wraz z bratem Karolem (ur. 1793) rodzinną aptekę na  warszawskim Starym Mieście. O jego stosunkach rodzinnych nic nie wiadomo. Pochowany został obok ojca na cmentarzu ewangelicko-augsburskim w Warszawie (al.4. nr.4).